# Egmundella valdiviae
Egmundella valdiviae är en nässeldjursart som beskrevs av Eberhard Stechow 1921. Egmundella valdiviae ingår i släktet Egmundella och familjen Campanulinidae. Inga underarter finns listade i Catalogue of Life.